# Disocactus nelsonii
Disocactus nelsonii ist eine Pflanzenart aus der Gattung Disocactus in der Familie der Kakteengewächse (Cactaceae). Das Artepitheton  nelsonii ehrt den US-amerikanischen Naturforscher Edward William Nelson.

## Beschreibung
Disocactus nelsonii wächst reich verzweigt, aufsteigend, dann hängend, basal drehrund darüber abgeflacht. Die Haupttriebe werden bis zu 1,6 Meter lang. Die Seitentriebe erscheinen aus der oberen Hälfte der Haupttriebe. Sie sind mit Ausnahme von der drehrunden Basis abgeflacht, lanzettlich, dunkelgrün und werden bis zu 6 Zentimeter lang und 3 bis 4 Zentimeter breit. Die Areolen sind zuweilen mit einigen wenigen borstenartigen Dornen versehen.
Die Blüten erscheinen einzeln nahe der Triebspitzen. Sie sind aufwärts gebogen, purpurrosa oder rot mit violettem Hauch, röhrich-trichterig und werden 7 bis 8 Zentimeter lang.

## Verbreitung, Systematik und Gefährdung
Disocactus nelsonii ist in dem mexikanischen Bundesstaat Chiapas, in Guatemala in dem Verwaltungsbezirk Chimaltenango in Höhenlagen zwischen 1000 und 2300 Metern und in Honduras im Verwaltungsbezirk Comayagua in Höhenlagen zwischen 1400 und 1500 Metern verbreitet.
Die Erstbeschreibung als Epiphyllum nelsonii erfolgte 1913 durch Nathaniel Lord Britton und Joseph Nelson Rose. Karl Hermann Leonhard Lindinger (1879–1965) stellte die Art 1942 in die Gattung Disocactus. Weitere nomenklatorische Synonyme sind Phyllocactus nelsonii (Britton & Rose) Vaupel (1913) und Chiapasia nelsonii (Britton & Rose) Britton & Rose (1923).
Es werden folgende Unterarten unterschieden:
- Disocactus nelsonii subsp. nelsonii
- Disocactus nelsonii subsp. hondurensis (Kimnach) Doweld

In der Roten Liste gefährdeter Arten der IUCN wird die Art als „Least Concern (LC)“, d. h. als nicht gefährdet geführt.

## Nachweise